# Клеман, Паскаль
Паскаль Клеман (фр. Pascal Clément; 12 мая 1945[…], Булонь-Бийанкур — 21 июня 2020[…], XIII округ Парижа) — французский юрист и политик, министр юстиции (2005—2007).

## Биография
Родился 12 мая 1945 года в Булонь-Бийанкуре (департамент О-де-Сен), окончил Институт политических исследований (Париж), получив образование в области права и философии. В 1971 году начал профессиональную карьеру в американской компании Rank Xerox, с 1982 года занимался адвокатской практикой при апелляционном суде Парижа. Занялся политикой в рядах движения Алена Мадлена Либеральная демократия (некоторое время являлся его председателем), позднее перешёл в Союз за французскую демократию. В 1977 году был избран мэром города Сен-Марсель-де-Фелин в департаменте Луара и бессменно оставался на этом посту до 2001 года, был избран депутатом департаментского совета Луары, а с 1994 по 2008 год являлся его председателем. С 1978 по 2012 год состоял депутатом Национального собрания. В правительстве Эдуара Балладюра занимал должность министра-делегата по связям с парламентом.
2 июня 2005 года получил портфель министра юстиции при формировании правительства Доминика де Вильпена.
Скончался 21 июня 2020 года от пневмонии при отрицательном тесте на COVID-19.

## Труды
- Les Partis politiques minoritaires aux États-Unis, Éditions de la Table Ronde, 2000 (ISBN 2710323850).
- Persigny, L’homme qui a inventé Napoléon III, Éditions Perrin, 2006 (ISBN 2-262-02493-6).
- La VIe République ou la Confusion des esprits, Éditions Michalon, 2007 (ISBN 9782841863884).